# Errard
Errard es una localidad de Santa Lucía, que forma parte de los distritos de Dennery y Micoud.